# Hawkins (Familienname)
Hawkins ist der Familienname folgender Personen:

### A
- Alexander Hawkins (* 1981), britischer Jazzpianist und Organist
- Alvin Hawkins (1821–1905), US-amerikanischer Politiker
- Andrew Hawkins (* 1986), US-amerikanischer Canadian-Football-Spieler und American-Football-Spieler
- Anthony Hawkins (1932–2013), australischer Schauspieler
- Augustus F. Hawkins (1907–2007), US-amerikanischer Politiker

### B
- Barry Hawkins (* 1979), englischer Snooker-Spieler
- Benjamin Hawkins (Politiker) (1754–1816), britisch-amerikanischer Politiker
- Benjamin Waterhouse Hawkins (1807–1894), englischer Bildhauer und Naturwissenschaftler
- Brad Hawkins (* 1976), US-amerikanischer Schauspieler und Synchronsprecher
- Buddy Boy Hawkins (vor 1927–nach 1929), US-amerikanischer Bluesmusiker

### C
- Caesar Hawkins (1798–1884), britischer Chirurg
- Callum Hawkins (* 1992), britischer Leichtathlet
- Chari Hawkins (* 1991), US-amerikanische Siebenkämpferin
- Charlie Hawkins (* 2004), Fußballspieler der Turks- und Caicosinseln
- Coleman Hawkins (1904–1969), US-amerikanischer Jazzmusiker
- Connie Hawkins (1942–2017), US-amerikanischer Basketballspieler
- Corey Hawkins (Schauspieler) (* 1988), US-amerikanischer Schauspieler
- Corey Hawkins (Basketballspieler) (* 1991), US-amerikanischer Basketballspieler
- Courtney Hawkins (* 1967), US-amerikanischer Hürdenläufer
- Curt Hawkins, Ringname von Brian Joseph Myers (* 1985), US-amerikanischer Wrestler

### D
- Dale Hawkins (1936–2010), US-amerikanischer Rock'n'Roll-Musiker
- David Hawkins (Philosoph) (1913–2002), US-amerikanischer Philosoph
- David Hawkins (Schwimmer) (1933–2020), australischer Schwimmer
- David Hawkins (Filmeditor) (20. Jahrhundert), britischer Filmeditor
- David G. Hawkins (* 1982), US-amerikanischer Basketballspieler
- David R. Hawkins (1927–2012), US-amerikanischer Mystiker und Arzt
- Devvyn Hawkins (* 1980), US-amerikanische Fußballspielerin

### E
- Ed Hawkins, britischer Klimaforscher und Hochschullehrer
- Edwin Hawkins (1943–2018), US-amerikanischer Gospelmusiker
- Elizabeth Alice Hawkins-Whitshed (1860–1934), Bergsteigerin, Fotografin und Schriftstellerin irischer Herkunft
- Erick Hawkins (1909–1994), US-amerikanischer Tänzer und Choreograf
- Ernie Hawkins (* 1947), US-amerikanischer Bluesmusiker
- Erskine Hawkins (1914–1993), US-amerikanischer Jazzmusiker
- Evamarie Hey-Hawkins (* 1957), deutsche Chemikerin

### F
- Frank Hawkins (Turner) (1897–19??), britischer Turner
- Frank Hawkins (Politiker) (1897–1971), australischer Politiker
- Frank Hawkins (Rugbyspieler) (1885–1960), britischer Rugbyspieler
- Frank Hawkins, Jr. (* 1959), American-Football-Spieler
- Frank Hawkins (Biologe) (* 1962), britisch-kanadischer Naturschutzbiologe und Ornithologe

### G
- George Hawkins (Leichtathlet) (1883–1917), britischer Sprinter
- George Sydney Hawkins (1808–1878), US-amerikanischer Politiker
- Gerald Hawkins (1928–2003), britischer Astronom und Astronomiehistoriker

### H
- Hamilton S. Hawkins (1872–1950), US-amerikanischer Brigadegeneral
- Harold Hawkins (1886–1917), britischer Sportschütze
- Hawkshaw Hawkins (1921–1963), US-amerikanischer Country-Sänger
- Hersey Hawkins (* 1966), US-amerikanischer Basketballspieler
- Howard Hawkins (Unternehmer) († 2015), US-amerikanischer Unternehmer
- Howie Hawkins (* 1952), US-amerikanischer Gewerkschafter und Umweltaktivist

### I
- Isaac Roberts Hawkins (1818–1880), US-amerikanischer Politiker

### J
- J. N. A. Hawkins (John N. A. Hawkins; 1907–1966), US-amerikanischer Tontechniker
- Jack Hawkins (1910–1973), englischer Schauspieler
- Jalacy Hawkins (1929–2000), US-amerikanischer Blues-Sänger, siehe Screamin’ Jay Hawkins
- Jalen Hawkins (* 2001), US-amerikanisch-deutscher Fußballspieler
- James A. Hawkins (* um 1971), pensionierter Generalmajor der US Air Force
- Jaq D. Hawkins (* 1956), britische Okkultistin#
- Jaylinn Hawkins, (* 1997), US-amerikanischer American-Football-Spieler
- Jeff Hawkins (* 1957), US-amerikanischer Unternehmer und Neurowissenschaftler
- Jennifer Hawkins (* 1983), australische Schönheitskönigin und Fernsehmoderatorin
- Jessica Hawkins (* 1995), britische Automobilrennfahrerin und Stuntfahrerin
- Jimmy Hawkins (* 1941), US-amerikanischer Schauspieler und Filmproduzent
- John Hawkins (Seefahrer) (1532–1595), englischer Seefahrer und Freibeuter
- John Hawkins (Musikhistoriker) (1719–1789), englischer Jurist und Musikhistoriker
- John Hawkins (Geologe) (1741–1841), englischer Minenbesitzer und Geologe, Freund von Rudolf Erich Raspe
- John Hawkins (Komponist) (1944–2007), kanadischer Komponist und Pianist
- John Hawkins (Leichtathlet) (* 1949), kanadischer Hochspringer
- John David Hawkins (1940–2023), britischer Hethitologe und Archäologe
- Jonathan Hawkins (* 1983), englischer Schachspieler
- José Hugo Garaycoa Hawkins (1930–2018), peruanischer Geistlicher, Bischof von Tacna y Moquegua, siehe Hugo Garaycoa
- Joseph Hawkins (Politiker) (1781–1832), US-amerikanischer Rechtsanwalt und Politiker (New York)
- Joseph Hawkins (Fußballspieler, 1904) (1904–1972), englischer Fußballspieler
- Joseph Hawkins (Fußballspieler, 1909) (1909–1988), englischer Fußballspieler
- Joseph H. Hawkins († 1823), US-amerikanischer Politiker
- Justin Hawkins (* 1975), englischer Musiker, Sänger und Songwriter

### K
- Karen Hawkins (Leichtathletin) (* 1957), US-amerikanische Sprinterin
- Karen Hawkins (Schriftstellerin), US-amerikanische Schriftstellerin
- Kristan Hawkins, US-amerikanische Pro-Life Aktivistin

### L
- LaRoyce Hawkins (* 1984), US-amerikanischer Schauspieler, Comedian und Musiker
- Louis Welden Hawkins (1849–1910), französischer Maler
- Lyn-Z Adams Hawkins (* 1989), US-amerikanische Profiskateboarderin

### M
- Marshall Hawkins (* 1939), US-amerikanischer Jazzmusiker
- Martin Hawkins (1888–1959), US-amerikanischer Leichtathlet
- Micajah Thomas Hawkins (1790–1858), US-amerikanischer Politiker
- Michael Hawkins (* 1972), US-amerikanischer Basketballspieler

### P
- Paul Hawkins (Politiker) (1912–2002), britischer Politiker
- Paul Hawkins (Rennfahrer) (1937–1969), australischer Automobilrennfahrer
- Paula Hawkins (Politikerin) (1927–2009), US-amerikanische Politikerin
- Paula Hawkins (Schriftstellerin) (* 1972), britische Schriftstellerin
- Pat Hawkins (Radsportlerin) (* um 1922), australische Radsportlerin
- Pat Hawkins (Leichtathletin) (verheiratete Pat Collins; * 1950), US-amerikanische Leichtathletin
- Peter Hawkins (1924–2006), englischer Schauspieler

### R
- Rachel Hawkins (* 1979), US-amerikanische Autorin
- Richard Hawkins (Seefahrer) (1560/1562–1622), englischer Seefahrer
- Richard Hawkins (Künstler) (* 1961), US-amerikanischer Maler und Collagekünstler
- Richard Hawkins (Drehbuchautor), Drehbuchautor
- Richard C. Hawkins (1922–2015), US-amerikanischer Filmproduzent, Filmregisseur, Filmemacher und Hochschullehrer
- Robert Hawkins (Sportschütze) (1876–nach 1908), britischer Sportschütze
- Robert Hawkins (Boxer) (* 1970), US-amerikanischer Boxer
- Roger Hawkins (1945–2021), US-amerikanischer Schlagzeuger
- Ronnie Hawkins (1935–2022), US-amerikanischer Sänger und Pianist
- Roy Hawkins (1903–1974), US-amerikanischer Bluesmusiker

### S
- Sally Hawkins (* 1976), englische Schauspielerin
- Screamin’ Jay Hawkins (Jalacy Hawkins; 1929–2000), US-amerikanischer Sänger
- Sophie B. Hawkins (* 1964), US-amerikanische Sängerin und Songwriterin
- Stephen Hawkins (* 1971), australischer Ruderer

### T
- Taylor Hawkins (1972–2022), US-amerikanischer Schlagzeuger
- Ted Hawkins (Mandolinist) (1894–1985), US-amerikanischer Country-Musiker
- Ted Hawkins (Sänger) (1936–1995), US-amerikanischer Singer-Songwriter
- Thomas Hawkins (Geologe) (1810–1889), englischer Geologe
- Thomas W. Hawkins (* 1938), US-amerikanischer Mathematikhistoriker
- Tom Hawkins (Schriftsteller) (1927–1988), US-amerikanischer Schriftsteller
- Tom Hawkins (Basketballspieler) (1936–2017), US-amerikanischer Basketballspieler
- Tranel Hawkins (* 1962), US-amerikanischer Leichtathlet

### W
- Walter Hawkins (1949–2010), US-amerikanischer Gospelsänger
- William Hawkins (Politiker) (1777–1819), US-amerikanischer Politiker
- William Hawkins, Pseudonym von Mario Caiano (1933–2015), italienischer Filmregisseur, Drehbuchautor und Produzent
- William M. Hawkins (* 1953), US-amerikanischer Unternehmer und Spieleentwickler, siehe Trip Hawkins
- Willis Hawkins (1913–2004), US-amerikanischer Luftfahrtingenieur

Hawkins ist der Name folgender fiktiven Personen:
- Jim Hawkins, Figur aus dem Roman Die Schatzinsel von Robert Louis Stevenson
- Sam Hawkins, eigentlich Hawkens, eine der Figuren aus Karl Mays Werken